# Reitoru
Reitoru ou Te Pirehi, est un atoll situé dans l'archipel des Tuamotu en Polynésie française. Il fait administrativement partie de la commune de Hikueru.

## Géographie

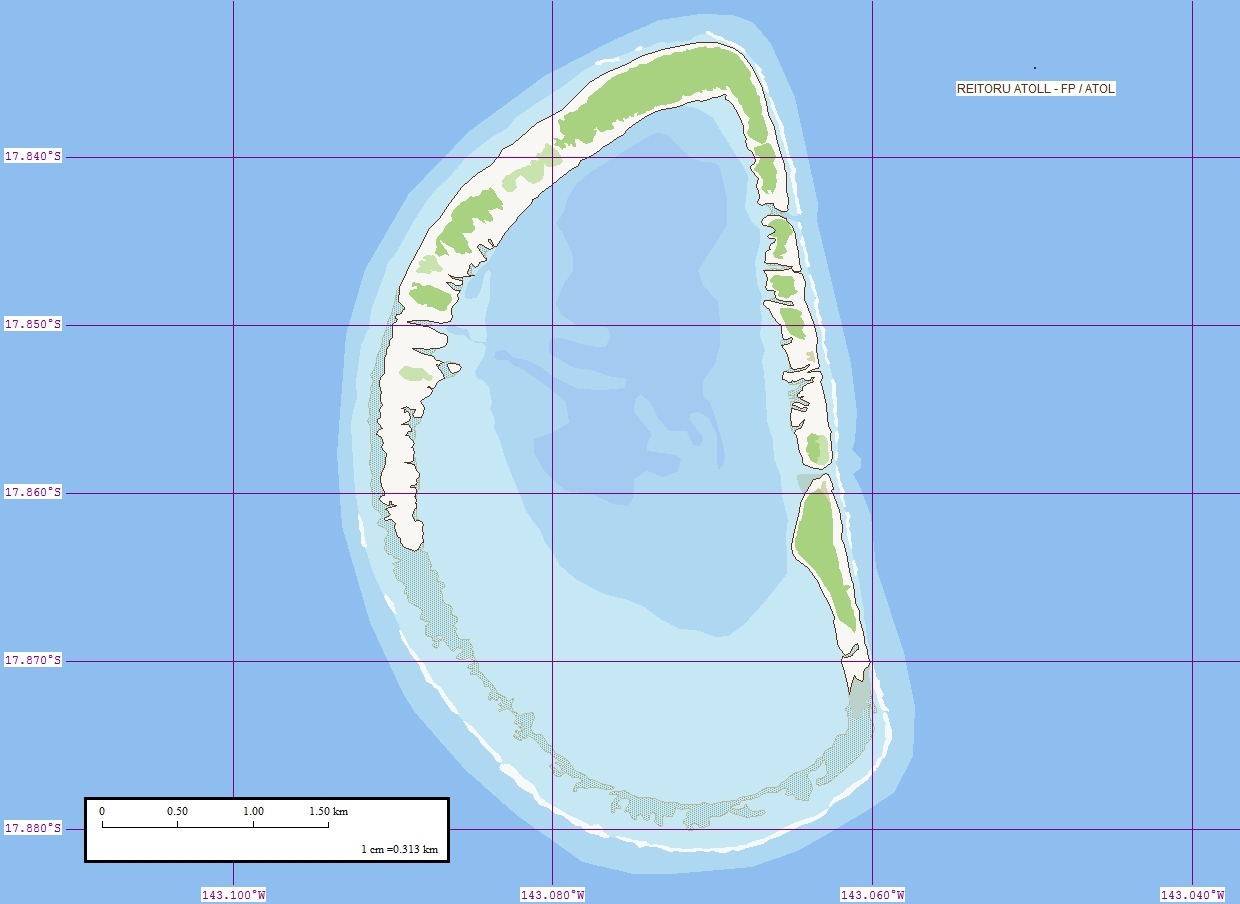
Topographie de l'atoll.

Reitoru est situé à 50 km au sud-ouest de Hikueru, qui est l'atoll le plus proche et auquel il est administrativement rattaché, et à 640 km à l'est de Tahiti. C'est un atoll de forme ovale de 5 km de longueur et 3 km de largeur maximales, pour une surface de terres émergées de 1,4 km2. Son petit lagon fermé de 6 km2 est dépourvu de passe navigable mais il existe deux petits passages à l'est de faible profondeur.
L'atoll est habité de manière irrégulière par un petit groupe d'une dizaine de personnes pratiquant la perliculture et la récolte de la coprah. Il n'est cependant pas officiellement habité de manière permanente en 2017.

## Histoire
La première mention de l'atoll aurait été faite par l'explorateur français Louis Antoine de Bougainville en 1768. Cependant, il est suivi l'année suivante par James Cook qui aborde l'atoll le 7 avril 1769 sans le nommer. C'est ensuite le navigateur Edward Belcher qui en fait la visite à deux reprises le 8 mars 1826 et le 29 mars 1837 et lui donne le nom de Bird Island en raison des importantes populations d'oiseaux présentes,.
En 1906, l'atoll est ravagé par un cyclone qui décape sa couverture végétale.

## Flore et faune
Parmi les espèces aviaires observées sur l'île se trouvent deux genres de frégates, Fregata minor et Fregata ariel, des pétrels Pterodroma ultima, ainsi que des chevaliers des Tuamotu (Prosobonia cancellata).